# Ronde van Frankrijk 2024/Zesde etappe
De zesde etappe van de Ronde van Frankrijk 2024 was een vlakke rit met een lengte van 165,5 kilometer. De etappe werd verreden op 4 juli met start in Mâcon en eindigde in Dijon.

## Parcours
Met minder dan 1.000 hoogtemeters was deze rit nagenoeg volledig vlak wat een prooi voor de pure spurters moest worden.

## Verloop
Derde massaspurt en al drie verschillende ritwinnaars. De Nederlander Dylan Groenewegen was deze keer de beste. Jasper Philipsen was in Dijon zegezeker, maar moest zich nipt gewonnen geven aan Groenewegen. Bovendien declasseerde de jury Philipsen naar de laatste plaats nadat hij eerder Wout Van Aert had gehinderd. Voor Groenewegen was het zijn zesde ritzege in de Tourgeschiedenis, waarmee hij naast zijn landgenoten Gerben Karstens en Jelle Nijdam komt te staan.
| Mâcon – Dijon (163,5 km) |                    |                         |          |
| Plaats                   | Naam               | Ploeg                   | Tijd     |
| 1                        | Dylan Groenewegen  | Team Jayco AlUla        | 3u31'55" |
| 2                        | Biniam Girmay      | Intermarché-Wanty       | z.t.     |
| 3                        | Fernando Gaviria   | Movistar Team           | z.t.     |
| 4                        | Phil Bauhaus       | Bahrain-Victorious      | z.t.     |
| 5                        | Arnaud De Lie      | Lotto Dstny             | z.t.     |
| 6                        | Wout Van Aert      | Team Visma-Lease a Bike | z.t.     |
| 7                        | Arnaud Démare      | Arkéa-B&B Hotels        | z.t.     |
| 8                        | Alexander Kristoff | Uno-X Mobility          | z.t.     |
| 9                        | Pascal Ackermann   | Israel-Premier Tech     | z.t.     |
| 10                       | Piet Allegaert     | Cofidis                 | z.t.     |

 –  Mads Pedersen was de strijdlustigste renner van de zesde etappe.

## Klassementen

### Algemeen klassement
| Algemeen klassement (gele trui) |                  |                         |           |
| Plaats                          | Naam             | Ploeg                   | Tijd      |
| Gele trui                       | Tadej Pogačar    | UAE Team Emirates       | 26u47'19" |
| 2                               | Remco Evenepoel  | Soudal Quick-Step       | + 45"     |
| 3                               | Jonas Vingegaard | Team Visma-Lease a Bike | + 50"     |
| 4                               | Juan Ayuso       | UAE Team Emirates       | + 1'10"   |
| 5                               | Primož Roglič    | BORA-hansgrohe          | + 1'14"   |
| 6                               | Carlos Rodríguez | INEOS Grenadiers        | + 1'16"   |
| 7                               | Mikel Landa      | Soudal Quick-Step       | + 1'32"   |
| 8                               | João Almeida     | UAE Team Emirates       | z.t.      |
| 9                               | Giulio Ciccone   | Lidl-Trek               | +3'20"    |
| 10                              | Egan Bernal      | INEOS Grenadiers        | +3'21"    |

### Puntenklassement
| Puntenklassement (groene trui) |                  |                    |        |
| Plaats                         | Naam             | Ploeg              | Punten |
| Groene trui                    | Biniam Girmay    | Intermarché-Wanty  | 149    |
| 2                              | Mads Pedersen    | Lidl-Trek          | 111    |
| 3                              | Jonas Abrahamsen | Uno-X Mobility     | 87     |
| 4                              | Jasper Philipsen | Alpecin-Deceuninck | 85     |
| 5                              | Bryan Coquard    | Cofidis            | 75     |

### Bergklassement
| Bergklassement (bolletjestrui) |                  |                         |        |
| Plaats                         | Naam             | Ploeg                   | Punten |
| Bolletjestrui                  | Jonas Abrahamsen | Uno-X Mobility          | 26     |
| 2                              | Tadej Pogačar    | UAE Team Emirates       | 20     |
| 3                              | Valentin Madouas | Groupama-FDJ            | 16     |
| 4                              | Jonas Vingegaard | Team Visma-Lease a Bike | 15     |
| 5                              | Remco Evenepoel  | Soudal Quick-Step       | 12     |

### Jongerenklassement
| Jongerenklassement (witte trui) |                   |                         |           |
| Plaats                          | Naam              | Ploeg                   | Tijd      |
| Witte trui                      | Remco Evenepoel   | Soudal Quick-Step       | 26u48'04" |
| 2                               | Juan Ayuso        | UAE Team Emirates       | + 25"     |
| 3                               | Carlos Rodríguez  | INEOS Grenadiers        | +31"      |
| 4                               | Matteo Jorgenson  | Team Visma-Lease a Bike | +2'36"    |
| 5                               | Santiago Buitrago | Bahrain Victorious      | +3'25"    |

### Ploegenklassement
| Ploegenklassement |                    |           |
| Plaats            | Ploeg              | Tijd      |
|                   | UAE Team Emirates  | 80u25'01" |
| 2                 | INEOS Grenadiers   | +4'54"    |
| 3                 | Soudal Quick-Step  | +5'02"    |
| 4                 | BORA-hansgrohe     | +6'34"    |
| 5                 | Bahrain Victorious | +11'27"   |

1e etappe ·
2e etappe ·
3e etappe ·
4e etappe ·
5e etappe ·
6e etappe ·
7e etappe ·
8e etappe ·
9e etappe ·
10e etappe ·
11e etappe ·
12e etappe ·
13e etappe ·
14e etappe ·
15e etappe ·
16e etappe ·
17e etappe ·
18e etappe ·
19e etappe ·
20e etappe ·
21e etappe
Startlijst · Eindstanden · Afbeeldingen